# 雪岭杉
雪岭杉（学名：Picea schrenkiana）为松科云杉属的植物。

## 形态
常绿乔木，高可达40米；树冠尖塔形；小枝下垂无毛；四棱形叶子，四面有气孔线，长2－3.5，先端尖锐；球果成熟前为紫红色，椭圆状圆柱形，长8－10厘米，倒卵形种鳞。

## 分布
分布于俄罗斯以及中国大陆的新疆等地，生长于海拔1,200米至3,500米的地区，多生在高山草甸以及阴坡，目前尚未由人工引种栽培。

## 别名
雪岭云杉（华北经济植物志要）